# Гелмин - Ес-Семара
Гелмин – Ес-Семара е един от 16-те региони на Мароко. Населението му е 462 410 жители (2004 г.), а площта 122 825 кв. км. Намира се в часова зона UTC+0 в южноцентралната част на страната. Разделен е на 5 провинции.